# ナショナルシティ (カリフォルニア州)
ナショナルシティ（National City）は、アメリカ合衆国カリフォルニア州のサンディエゴ郡にある都市。人口は5万4584人（2025年推計）。サンディエゴ・ダウンタウンの8キロメートル南に位置している。

## 歴史
地名はメキシコ領時代に存在した国営牧場（Rancho de la Nación）に由来している。1846年のアメリカ・メキシコ戦争の結果、カリフォルニア州はアメリカ領となり牧場はアメリカ人の所有となった。所有者は土地を細分化して分譲したため町が形成された。1887年、人口が増加したため州政府に法人化の申請をし「ナショナルシティ」が誕生した。サンディエゴ郡内ではサンディエゴに続く2番目の市となった。
第一次世界大戦後、ナショナルシティ西側の海岸に海軍基地の建設が始まった。サンディエゴ海軍基地は1922年完成、面積は650ヘクタールで、アメリカ西海岸最大規模の海軍基地となった。ナショナルシティの歓楽街は水兵たちが集まり繁盛したが、その中には風俗店も少なくなかった。2000年以降、市当局は風俗店を問題視しており、土地収用などの強硬手段を用いて風俗店を閉店させている。
第二次世界大戦後、ナショナルシティには、自動車ディーラーが集まりだした。店舗は幹線道路に沿って集中的に立地しており「Mile of Cars」と呼ばれ市の名所となっている。
2006年、インザンザ市長は、ナショナルシティは「聖域都市」であり不法滞在者に寛容であると発言した。2017年、市議会は連邦政府の移民政策に協力しないと表明した。

## 交通
- ブルーライン (サンディエゴ・トロリー)が市内に乗り入れている。
- 州間高速道路5号線が市内を通る。